# Samsung Galaxy Gio
Das Samsung Galaxy Gio ist ein Samsung-Smartphone der Galaxy-Reihe. Es wurde beim Mobile World Congress 2011 zusammen mit dem Samsung Galaxy Ace, dem Samsung Galaxy Fit sowie dem Samsung Galaxy Mini angekündigt.

## Veröffentlichung
Das Galaxy Gio erschien am 1. März 2011 in Deutschland und im August 2011 in Kanada. Ab Dezember 2011 wurde das Smartphone auch in den USA verkauft. Ursprünglich war das Betriebssystem Android 2.2.1 installiert. Ein Update auf Android 2.3.6 war später möglich. Danach wurden die Geräte mit dieser Software ausgeliefert.

## Verfügbarkeit
Das Samsung Galaxy Gio war eines der ersten Samsung Galaxy-Smartphones, das über eine von den Erfindern der automatischen Textvervollständigung T9 stammende Swype-Texteingabe über den Touchscreen verfügte. Texte werden nicht Buchstabe für Buchstabe eingegeben, sondern die Worte werden ohne abzusetzen mit dem Finger über die virtuelle Tastatur nachgefahren. Texte lassen sich so bis zu 1,5-mal schneller verfassen. Bei mehrdeutigen Eingaben bietet Swype eine Übersicht in Frage kommender Begriffe an. Typische Rechtschreibfehler werden dabei automatisch korrigiert.
Das Galaxy Gio funkte in den GSM-Netzen im Quadband und in UMTS-Netzen im Dualband, es beherrschte die Datenübertragungsstandards GPRS und EDGE (in GSM-Netzen) und HSDPA (in UMTS-Netzen). Außerdem konnte es Wi-Fi-Verbindungen der Standards IEEE 802.11b/g/n mit einer Datenübertragungsrate von 100 bis 120 MBit/s aufbauen.
Die Ausdauerwerte des Gio waren vergleichsweise sehr gut. Die interne Speicherkapazität war mit 142 MB sehr gering, konnte aber durch eine Micro-SD-Karte auf bis zu 32 GB erweitert werden. Die Kamera hatte 3,2 Megapixel Auflösung und bot 3-fach-Zoom. Ebenfalls verfügte sie über die Möglichkeit, Serienbildaufnahmen und Makro-Aufnahmen anzufertigen. An Komfortmerkmalen standen viele Fotoeffekte, eine Panoramabild-Funktion und die Smile-Shot-Funktion zur Verfügung. Die Videofunktion bot eine Auflösung von 320 × 240 Pixel. Für Videos sowie für Bilder wurde eine direkte Uploadfunktion zu Sozialen Netzwerken wie YouTube angeboten.

## Kritik
Von Nutzern wurde die geringe Speicherkapazität ab Werk kritisiert. Zudem konnten einige beliebte Apps wie zum Beispiel der Flashplayer, sämtliche Jump-’n’-Run-Spiele oder der Browser Google Chrome nicht installiert werden.